# Gabriel Malagrida

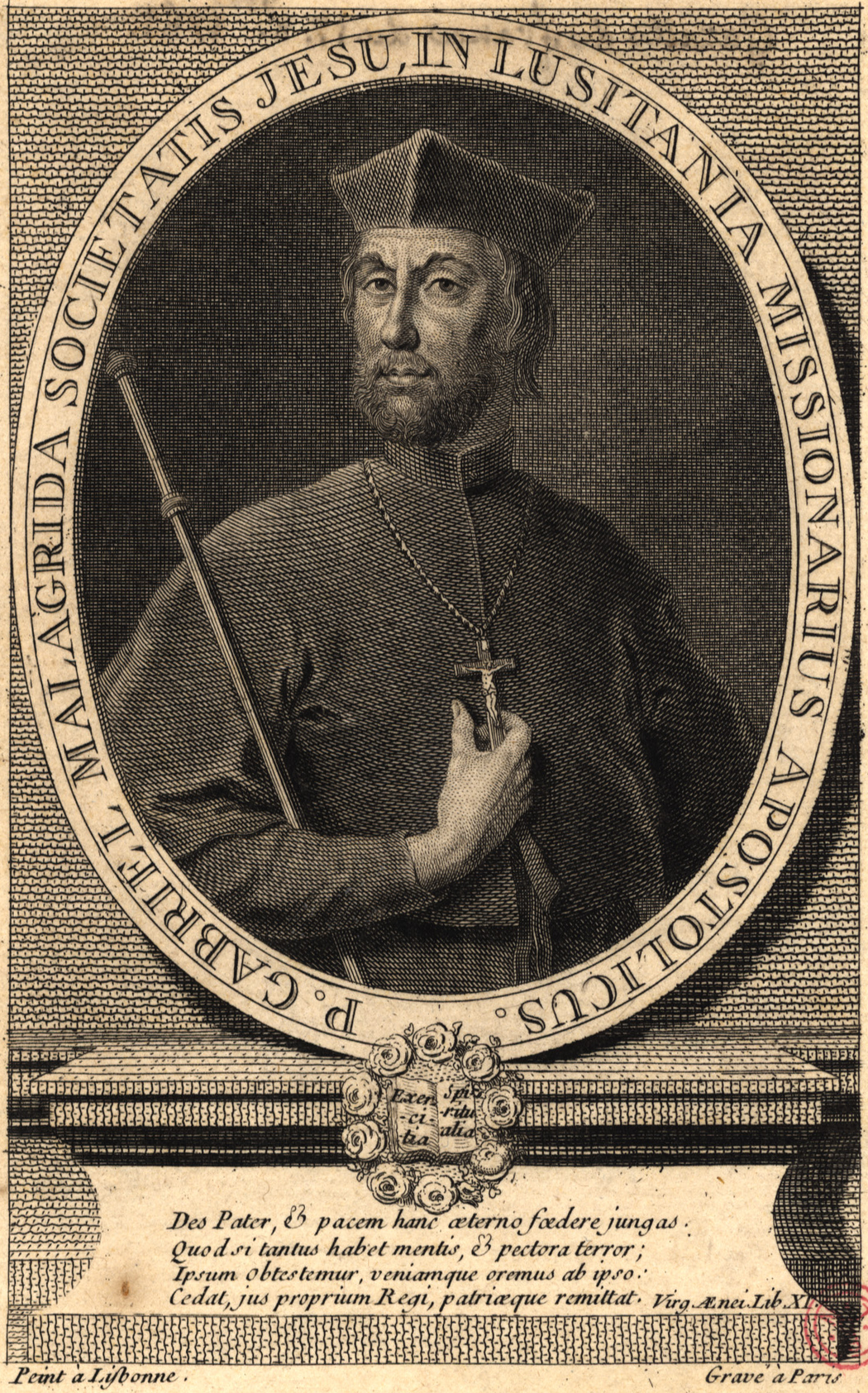
Imagen de Gabriel Malagrida (1689-1761), misionero jesuita italiano en la colonia portuguesa de Brasil y figura influyente en la vida política de la Corte Real de Lisboa.

Gabriel Malagrida (Menaggio, Italia n. 5 de diciembre de 1689; m. 21 de septiembre de 1761 en Lisboa, Portugal) fue un Jesuita italiano, misionero en Brasil y después predicador en Lisboa. Involucrado en el Proceso de los Távora, fue condenado como “falso profeta y hereje”. Murió ahorcado y su cadáver fue quemado en un auto de fe realizado en la plaza pública de Rossio, la noche del 20 de septiembre de 1761.

## Primeros años
Gabriel Malagrida nació el 5 de diciembre de 1689 en el pequeño poblado de Menaggio, a orillas del lago Como. Hijo del médico Giacomo Malagrida y su esposa, Ángela Rusca, fue enviado a la ciudad de Como a estudiar con los Padres Somascos cuando tenía doce años. Mostrando interés por la vida religiosa, al terminar su segundo grado se dirigió al Colegio Helvético, en Milán, para iniciar sus estudios de Filosofía y Teología. En 1711, queriendo hacerse religioso, se acercó a los Jesuitas de Como y fue admitido ese mismo año al noviciado en Génova. Durante su Magisterio fue destinado como profesor al Colegio de los Jesuitas en Córcega y, después de completar sus estudios de Teología, pidió a sus superiores ser destinado como misionero a las Indias Occidentales. Malagrida se había hecho Jesuita el 23 de octubre de 1711 y tan sólo diez años después zarpaba rumbo a la Misión de Brasil, en 1721.

## Misionero entre indígenas
Arribó al Brasil hacia finales del mismo año en que se embarcó y, ya ordenado sacerdote, fue enviado a Belém de Pará con el fin de aprender la lengua indígena y trabajar como sacerdote en la ciudad. Sin embargo, será hasta dos años después, en 1723, cuando sea enviado como misionero entre los indígenas Caicazes, que habitaban en la ribera de los ríos Itapicuru y Mearim, en Marañón. De esta nación indígena pasará a otras: los Guanarés y los Barbados del río Mearim, donde pasará momentos amargos, ya sea por la resistencia de los hechiceros de la tribu, ya por la epidemia de fiebre que asolaba a los indígenas. Hasta 1727 vivirá exclusivamente entre pueblos indígenas pues, a partir de entonces, sus superiores comenzarán a llamarlo a Marañón para que enseñe Filosofía y Teología a los Jesuitas en formación. Es retirado definitivamente de la Misión entre indígenas alrededor del 1729 para ir a enseñar al Colegio de San Luis de Marañón, donde se dedicará por seis años a formar a los futuros misioneros Jesuitas.

## Misionero popular
El año de 1735 marca para Malagrida el inicio de una nueva etapa misional. Sale del Colegio de San Luis con rumbo hacia el sur, a través de Piauí, en dirección a Bahía, predicando misiones populares por todas las localidades a su paso y promoviendo la renovación espiritual por medio de los Ejercicios Espirituales de San Ignacio de Loyola. Llega a Salvador de Bahía en 1738 donde continúa con su labor obteniendo grandes conversiones en número y calidad. En esa ciudad funda un convento para "convertidas" y un seminario para el clero diocesano. De 1741 a 1745 transita por el territorio de Pernambuco y Paraíba, siempre predicando misiones populares y tomando la iniciativa de fundar conventos, orfanatos y seminarios. De 1746 a 1749, vuelto a Marañón y Pará, prosigue con su labor hasta que concibe la idea de ir a Portugal para solicitar la aprobación del rey a fin de que sus fundaciones gocen de un marco jurídico legal y puedan obtener recursos para financiarse. Con el paso del tiempo la buena fama de su celo se había extendido por todo Brasil hasta llegar a Portugal. En 1750 Gabriel Malagrida viaja a Lisboa donde es recibido con honores por el rey Juan V de Portugal, a quien en pocos meses atendería en el lecho de muerte. En 1751 retorna a Marañón, pero volverá a Portugal en 1754 a petición de la reina viuda Doña María Ana de Austria, madre de José I de Portugal.

## En la corte portuguesa
La influencia que el padre Malagrida ejerció en la Corte de Lisboa provocó el enojo del poderoso primer ministro Sebastião José de Carvalho e Mello (futuro marqués de Pombal). Gracias a su hermano Dom Francisco Xavier de Mendoça Furtado, gobernador del estado de Grão Pará-Marañón, Carvalho no sólo conocía bien la actividad de los Jesuitas en aquella región -incluyendo la de Malagrida, Vieira y Eckart- sino también la oposición de los misioneros frente al proyecto modernizador de los hermanos: particularmente las consecuencias esclavistas para la población indígena y negra que se seguían de la transformación de las aldeas en villas.
La ocasión se presentó con el terremoto que sacudió Lisboa en 1755. Para combatir la creencia popular de que el sismo obedecía a un castigo divino, Carvalho había ordenado imprimir y poner en circulación un folleto que explicaba la catástrofe por causas naturales. Pero Malagrida veía en el terremoto una ocasión singular para exhortar a los habitantes de Lisboa a reformar sus costumbres. Contrariando el folleto de Carvalho, Malagrida escribió una pequeña obra llamada Juízo da verdadeira causa do terramoto (1756) en la cual atribuía la catástrofe al castigo divino, a la vez que defendía que el infortunio de quienes habían quedado sin hogar se consolaba con procesiones y ejercicios espirituales. Así, a los ojos de Carvalho, el padre Malagrida obstaculizaba gravemente cualquier avance para reconstruir la ciudad y convenció al rey para que lo desterrara a la ciudad de Setúbal (noviembre de 1756) y con él despidiera a todos los jesuitas de la Corte. En ese destierro Malagrida fue visitado por muchas personas, entre ellos los miembros de la familia de Távora, a la cual Carvalho estaba ligado por una terrible enemistad.

## El atentado contra el rey
En septiembre de 1758 el rey José I regresaba al Palacio de Belém, procedente del Palacio de los Marqueses de Távora y acompañado de su cochero Pedro Teixeira. En la oscuridad de la noche tres jinetes enmascarados detuvieron el carruaje, detonaron un disparo de mosquete y el rey fue herido en el brazo y el hombro. Los espías de Carvalho rápidamente identificaron a dos de los jinetes, quienes fueron detenidos y torturados. Las confesiones implicaron al marqués y a la Marquesa de Távora. Carvalho mantuvo en secreto el episodio pero puso bajo vigilancia a la familia Távora e interceptó todos sus mensajes. Para diciembre había descubierto lo que creyó ser un complot para asesinar al rey y reemplazarlo por el duque de Aveiro. Malagrida, que había regresado del exilio, fue arrestado y juzgado, junto con otros Jesuitas, por su presunta participación en el complot.
Gabriel Malagrida fue declarado culpable de alta traición, pero no fue ejecutado. Fue encarcelado en el calabozo debajo de la Torre de Belém con sus compañeros Jesuitas que también habían sido implicados. Carvalho no podía recurrir a los tribunales civiles para ejecutarlos, así que los dejó en las mazmorras hasta que murieran o se volvieran locos. En 1759 los Jesuitas fueron expulsados del reino de Portugal y todas sus colonias.

## El proceso inquisitorial
Malagrida yacía tendido en su celda la mayor parte del tiempo y cuando se incorporaba lo hacía para transcribir las “voces angelicales que le hablaban dentro de su cabeza”. Entonces los agentes de Carvalho le incitaron a publicar un par de libros con base en dichas transcripciones celestiales. El primero se tituló El Anti-Cristo. El segundo fue titulado La heroica y maravillosa vida de la gloriosa santa Ana, madre de la Virgen María, dictada por esa santa, asistida por y con la aprobación y ayuda de ese Augustísimo Soberano, su Santísimo Hijo. El libro contenía las declaraciones de un hombre que había caído en la locura: el autor mostraba una fijación delirante por el útero de Santa Ana.
Carvalho llevó a Malagrida, ahora de 72 años, ante la Inquisición (en la que Carvalho había nombrado a su hermano, Paulo de Carvalho e Mendonça, como Inquisidor General). Declararon a Malagrida culpable de obscenidad y blasfemia y lo condenaron a muerte. El 21 de septiembre de 1761 Gabriel Malagrida fue llevado a la horca en la plaza de Rossio. A continuación su cadáver fue quemado en la hoguera y sus cenizas lanzadas al río Tajo.

## Posteridad en las artes
Un monumento en su honor fue erigido en 1887 en la iglesia parroquial de Menaggio.
La escritora portuguesa Hélia Correia, sitúa en el siglo XVIII su novela Lillias Fraser, publicada en 2001 y en ella hace alusión a la figura del padre Malagrida, al proceso inquisitorial al que fue sometido y a su ejecución. 
En 2005, el escritor portugués Pedro Almeida Vieira publicó la novela "Profeta del castigo divino", con el padre Gabriel Malagrida como personaje principal. La obra corre desde el terremoto de Lisboa en 1755 hasta la ejecución del Jesuita en 1761.
En su novela Le rouge et le Noir, Stendhal cita al padre Gabriel Malagrida al comienzo del Capítulo XXII: "La palabra le ha sido dada al hombre para ocultar su pensamiento".
El Director de cine Renato Barbieri rodó en 2000 el documental "Malagrida", que ganó el premio al Mejor Documental por el Ministerio de Cultura Brasileño, y el Premio OCIC de Posproducción para América Latina y el Caribe.